# Râul Racova, Bârlad
Râul Racova este un curs de apă, afluent al râului Bârlad. 